# University College (Oxford)

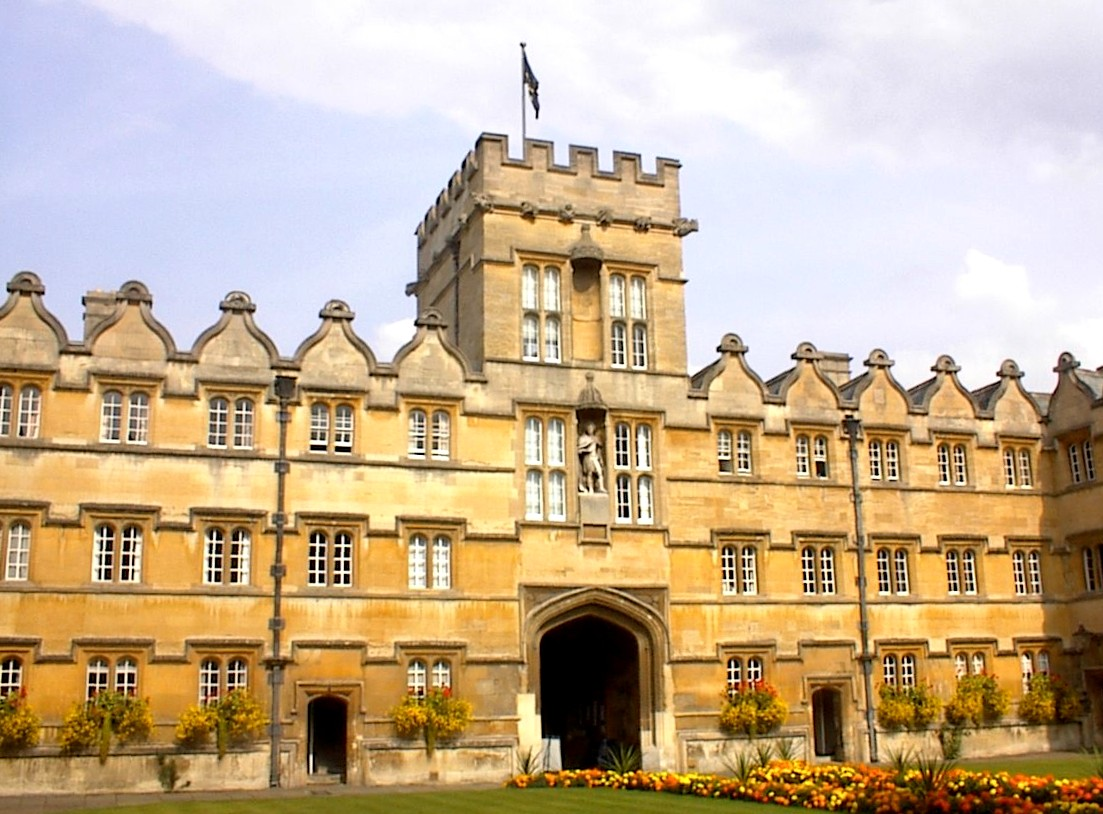
University College

L'University College è uno dei più noti college che formano l'Università di Oxford nel Regno Unito.
Venne fondato nel 1249 e vanta il fatto di essere tra i college più antichi dell'università.